# Saint-Malo-des-Trois-Fontaines
Saint-Malo-des-Trois-Fontaines is een plaats en gemeente in Frankrijk, in Bretagne.

## Geografie
De onderstaande kaart toont de ligging van Saint-Malo-des-Trois-Fontaines met de belangrijkste infrastructuur en aangrenzende gemeenten.

## Demografie
Onderstaande figuur toont het verloop van het inwonertal, bron: INSEE-tellingen. 

1. ↑  Populations de référence 2022.